# Salmo 29
El salmo 29  es, según la numeración hebrea, el vigesimonoveno salmo del Libro de los salmos de la Biblia. Corresponde al salmo 28 según la numeración de la Biblia Septuaginta griega, empleada también en la Vulgata latina. Por este motivo, recogiendo la doble numeración, a este salmo también se le refiere como el salmo 29 (28).
Es "un himno que describe el advenimiento de Yahweh en una tormenta. (1) Los ángeles adoran a Yahweh en el templo celestial (v. 1-2 ); (2) el trueno de la voz de Yahweh es un gran poder ( a ) en las aguas (v. 3-4 ); ( b ) sobre el Líbano y sus cedros (v. 5-6 ); ( c ) sobre el desierto y sus bosques (v. 8-9 ); (3) Yahweh, entronizado sobre el Diluvio, reina para siempre y otorga bendiciones a su pueblo (v. 10-11 ) ".
Según Charles y Emilie Briggs, "parece pertenecer al período persa posterior a Nehemías ", es decir, entre 445 y 333 a. C.

## Origen
El Salmo 29 es un ejemplo de salmo de entronización en el que se describe a la deidad suprema en términos teofánicos tomando su lugar de dominio. En el siglo XIX y principios del XX, estudiosos como Charles y Emilie Briggs argumentaron que «parece pertenecer al período persa posterior a Nehemías», es decir, entre 445 y 333 a. C.
Sin embargo, estudios más recientes han socavado esta conclusión; se ha identificado un lenguaje y un contenido arcaicos en el Salmo, similares a otros estratos tempranos como el Cántico del Mar, acordes con un contexto temprano pre-exílico. Cross opina que generaciones de estudiosos han identificado firmemente la dependencia literaria de la mitología cananea, en particular del Ciclo de Baal, y concluye sobre esta base que su forma actual «no es posterior al siglo X a. C.».: 151-152  De manera similar, Freedman cita «una considerable opinión académica» que apoya una procedencia premonárquica y sugiere que el Salmo 29 puede datarse a principios del siglo XII a. C., lo que lo convertiría en una de las partes más antiguas de la literatura de la Biblia en hebreo.

## Tema
[Salmo] 29 es un himno que describe la llegada de Yahvé en medio de una tormenta. (1) Los ángeles adoran a Yahvé en el templo celestial (v. 1-2); (2) el trueno de la voz de Yahvé es un gran poder (a) sobre las aguas (v. 3-4); (b) sobre Líbano y sus cedros (v.5-6); (c) sobre el desierto y sus bosques (v.8-9); (3) Yahvé, entronizado sobre el diluvio, reina para siempre y concede bendiciones a su pueblo (v.10-11).

## Texto
La siguiente tabla muestra el texto en hebreo del salmo con vocales, junto con el texto en griego koiné de la Septuaginta  y la traducción al inglés de la Versión del Rey Jacobo. Tenga en cuenta que el significado puede diferir ligeramente entre estas versiones, ya que la Septuaginta y el texto masorético provienen de tradiciones textuales diferentes.  En la Septuaginta, este salmo está numerado como Salmo 28.

### Versión de la Biblia en hebreo, español y griego
| #  | Hebreo                                                   | Español | Griego |
| -- | -------------------------------------------------------- | --- | --- |
| 1  | מִזְמ֗וֹר לְדָ֫וִ֥ד הָב֣וּ לַ֭יהֹוָה בְּנֵ֣י אֵלִ֑ים הָב֥וּ לַ֝יהֹוָ֗ה כָּב֥וֹד וָעֹֽז׃        | (Un salmo de David.) Dad a Yahveh, oh poderosos, dad a Yahveh gloria y fuerza.                               | Ψαλμὸς τῷ Δαυΐδ· ἐξοδίου σκηνῆς. - ΕΝΕΓΚΑΤΕ τῷ Κυρίῳ, υἱοὶ Θεοῦ, ἐνέγκατε τῷ Κυρίῳ υἱοὺς κριῶν, ἐνέγκατε τῷ Κυρίῳ δόξαν καὶ τιμήν, |
| 2  | הָב֣וּ לַ֭יהֹוָה כְּב֣וֹד שְׁמ֑וֹ הִשְׁתַּחֲו֥וּ לַ֝יהֹוָ֗ה בְּהַדְרַת־קֹֽדֶשׁ׃               | Dad a Yahveh la gloria debida a su nombre; adorad a Yahveh en la hermosura de la santidad.                   | ἐνέγκατε τῷ Κυρίῳ δόξαν ὀνόματι αὐτοῦ, προσκυνήσατε τῷ Κυρίῳ ἐν αὐλῇ ἁγίᾳ αὐτοῦ.                                                   |
| 3  | ק֥וֹל יְהֹוָ֗ה עַל־הַ֫מָּ֥יִם אֵֽל־הַכָּב֥וֹד הִרְעִ֑ים יְ֝הֹוָ֗ה עַל־מַ֥יִם רַבִּֽים׃        | La voz de Yahveh está sobre las aguas: el Dios de la gloria truena: Yahveh está sobre muchas aguas.          | φωνὴ Κυρίου ἐπὶ τῶν ὑδάτων, ὁ Θεὸς τῆς δόξης ἐβρόντησε, Κύριος ἐπὶ ὑδάτων πολλῶν.                                                  |
| 4  | קוֹל־יְהֹוָ֥ה בַּכֹּ֑חַ ק֥וֹל יְ֝הֹוָ֗ה בֶּהָדָֽר׃                              | La voz de Yahveh es poderosa; la voz de Yahveh está llena de majestad.                                       | φωνὴ Κυρίου ἐν ἰσχύϊ, φωνὴ Κυρίου ἐν μεγαλοπρεπείᾳ.                                                                                |
| 5  | ק֣וֹל יְ֭הֹוָה שֹׁבֵ֣ר אֲרָזִ֑ים וַיְשַׁבֵּ֥ר יְ֝הֹוָ֗ה אֶת־אַרְזֵ֥י הַלְּבָנֽוֹן׃            | La voz de Yahveh quiebra los cedros; sí, Yahveh quiebra los cedros del Líbano.                               | φωνὴ Κυρίου συντρίβοντος κέδρους, καὶ συντρίψει Κύριος τὰς κέδρους τοῦ Λιβάνου                                                     |
| 6  | וַיַּרְקִידֵ֥ם כְּמוֹ־עֵ֑גֶל לְבָנ֥וֹן וְ֝שִׂרְיֹ֗ן כְּמ֣וֹ בֶן־רְאֵמִֽים׃                | También los hace saltar como un ternero; al Líbano y a Sirión como un joven unicornio.                       | καὶ λεπτυνεῖ αὐτὰς ὡς τὸν μόσχον τὸν Λίβανον, καὶ ὁ ἠγαπημένος ὡς υἱὸς μονοκερώτων.                                                |
| 7  | קוֹל־יְהֹוָ֥ה חֹצֵ֗ב לַהֲב֥וֹת אֵֽשׁ׃                                   | La voz de Yahveh divide las llamas de fuego.                                                                 | φωνὴ Κυρίου διακόπτοντος φλόγα πυρός,                                                                                              |
| 8  | ק֣וֹל יְ֭הֹוָה יָחִ֣יל מִדְבָּ֑ר יָחִ֥יל יְ֝הֹוָ֗ה מִדְבַּ֥ר קָדֵֽשׁ׃                   | La voz de Jehová sacude el desierto; Jehová sacude el desierto de Cades.                                     | φωνὴ Κυρίου συσσείοντος ἔρημον καὶ συσσείσει Κύριος τὴν ἔρημον Κάδης.                                                              |
| 9  | ק֤וֹל יְהֹוָ֨ה ׀ יְחוֹלֵ֣ל אַיָּלוֹת֮ וַֽיֶּחֱשֹׂ֢ף יְעָ֫ר֥וֹת וּבְהֵיכָל֑וֹ כֻּ֝לּ֗וֹ אֹמֵ֥ר כָּבֽוֹד׃ | La voz de Yahveh hace parir a las ciervas, y descubre los bosques; y en su templo todos hablan de su gloria. | φωνὴ Κυρίου καταρτιζομένη ἐλάφους, καὶ ἀποκαλύψει δρυμούς· καὶ ἐν τῷ ναῷ αὐτοῦ πᾶς τις λέγει δόξαν.                                |
| 10 | יְ֭הֹוָה לַמַּבּ֣וּל יָשָׁ֑ב וַיֵּ֥שֶׁב יְ֝הֹוָ֗ה מֶ֣לֶךְ לְעוֹלָֽם׃                      | El SEÑOR se sienta sobre el diluvio; sí, el SEÑOR se sienta Rey para siempre.                                | Κύριος τὸν κατακλυσμὸν κατοικιεῖ, καὶ καθιεῖται Κύριος βασιλεὺς εἰς τὸν αἰῶνα.                                                     |
| 11 | יְֽהֹוָ֗ה עֹ֭ז לְעַמּ֣וֹ יִתֵּ֑ן יְהֹוָ֓ה ׀ יְבָרֵ֖ךְ אֶת־עַמּ֣וֹ בַשָּׁלֽוֹם׃               | El SEÑOR dará fuerza a su pueblo; el SEÑOR bendecirá a su pueblo con la paz.                                 | Κύριος ἰσχὺν τῷ λαῷ αὐτοῦ δώσει, Κύριος εὐλογήσει τὸν λαὸν αὐτοῦ ἐν εἰρήνῃ.                                                        |

### Traducción literal[14]
1. Alabad a Yahvé, oh hijos de ʼEl, alabad a Yahvé, el Glorioso y Victorioso;
2. Alabad a Yahvé, cuyo nombre es Glorioso. Caed ante Yahvé, que se presenta en santidad.
3. La voz de Yahvé está sobre las Aguas; ʼEl el Glorioso truena; Yahvé está sobre las aguas poderosas.
4. la voz de Yahvé en el poder; La voz de Yahvé en majestad.
5. La voz de Jehová astilla los cedros; La voz de Yahvé hace añicos los cedros del Líbano;
6. Hace que el Líbano salte como un ternero. Y Sirion como un toro salvaje joven.
7. La voz de Yahvé hiere (con) llamas de fuego,
8. La voz de Yahvé convulsiona la llanura. Yahvé sacude la llanura de Kadesh
9. La voz de Yahvé hace que las ciervas se retuerzan y desnuda los bosques. En su templo todo dice: ¡Gloria!
10. Yahvé se sentó en su trono durante el Diluvio. Sí, Yahvé se sienta como Rey para siempre.
11. Yahvé dará fuerza a su pueblo. Yahvé bendecirá a su pueblo con paz.

### Versión de la Biblia del rey Jacobo
1. Da al SEÑOR, oh poderoso, dale al SEÑOR gloria y fortaleza.
2. Da a Jehová la gloria debida a su nombre; adorad al SEÑOR en la belleza de la santidad.
3. La voz del SEÑOR está sobre las aguas: el Dios de la gloria truena: el SEÑOR está sobre muchas aguas.
4. La voz del SEÑOR es poderosa; La voz de Jehová está llena de majestad.
5. La voz del SEÑOR rompe los cedros; sí, el SEÑOR rompe los cedros del Líbano.
6. También los hace saltar como un ternero; Líbano y Sirion como un joven unicornio.
7. La voz del SEÑOR divide las llamas de fuego.
8. La voz del SEÑOR sacude el desierto; el SEÑOR sacude el desierto de Cades.
9. La voz del SEÑOR hace parir las esposas, y descubre los bosques; y en su templo cada uno habla de su gloria.
10. El SEÑOR se sienta sobre el diluvio; sí, el SEÑOR sienta al Rey para siempre.
11. El SEÑOR dará fuerza a su pueblo; Jehová bendecirá a su pueblo con paz.

### Versículo 2
«Dad al Señor la gloria debida a su nombre; adorad al Señor en la belleza de la santidad».
Las mismas palabras que en el versículo 2b, «adorad al Señor en la belleza de la santidad», aparecen en Salmo 96:9. Estas palabras forman el título de un himno del clérigo irlandés John Samuel Bewley Monsell. Alexander Kirkpatrick comenta que 

Por sugerente que sea esta interpretación, difícilmente puede ser correcta; y el verdadero sentido es el que se da en [la] Revised Version , «en santa procesión».

## Comentarios

### De la Iglesia católica

#### A todo el salmo
El Salmo 29 se presenta como una respuesta poderosa a la súplica expresada en el salmo anterior. La intervención divina que se implora previamente se manifiesta ahora en toda su fuerza a través de la tormenta, símbolo de la voz del Señor (vv. 3-9). Esta voz, repetida siete veces, representa la plenitud de la acción divina que domina los elementos y expresa su autoridad sobre la creación. Al final, el "rey eterno" atiende la súplica del pueblo (v. 10), completando así el desarrollo iniciado en el salmo precedente.
El himno comienza con una solemne invitación a alabar al Señor, donde su nombre es mencionado cuatro veces (vv. 1-2). La sección central desarrolla la imagen de la voz del Señor, destacando su poder mediante una cadencia rítmica que reitera diez veces su nombre (vv. 3-9). La conclusión proclama la soberanía divina y su acción en favor de su pueblo, con otra mención cuádruple del nombre del Señor (vv. 10-11). Esta estructura repetitiva refuerza la idea de que Dios lo llena todo, empleando la reiteración de su nombre como recurso literario para expresar su presencia omnipotente. El salmo abre con la mención de la gloria de Dios y concluye con la paz concedida a su pueblo. Ambas expresiones reaparecen en el anuncio de los ángeles a los pastores en el nacimiento de Cristo, estableciendo así un puente entre el antiguo himno de alabanza y el cumplimiento de la promesa divina en el mensaje del Evangelio.

#### A los versículos 1-2
La expresión «voz del Señor», asociada al estruendo del trueno, representa simbólicamente la fuerza y el poder divinos. Su aparición siete veces a lo largo del salmo —número que indica plenitud— subraya el dominio absoluto de Dios sobre toda la creación. Este poder se manifiesta desde las aguas del mar (v. 3), continúa por los bosques del Líbano —donde los cedros, emblemas de solidez y orgullo, son abatidos—, y alcanza incluso el desierto (v. 8), extendiéndose así de norte a sur, de este a oeste.
El versículo 9 presenta una dificultad interpretativa. La traducción habitual, «retuerce los robles», mantiene el paralelismo con la imagen de los cedros del v. 5. Sin embargo, otra posibilidad traduce el hebreo como «hace parir a las ciervas», lo que ampliaría el alcance del poder divino al ámbito animal, haciendo que incluso los partos se adelanten por el impacto de la tormenta. En ambas versiones, el versículo sigue destacando la potencia de la voz divina sobre la naturaleza.
El momento culminante del salmo se da cuando todos, tanto los seres celestiales como los habitantes de la tierra, proclaman la gloria del Señor. Esa adoración unánime, que se da en el cielo y en el Templo, resalta cómo la magnificencia de la tempestad conduce a una afirmación universal de la gloria divina. La alabanza une así a toda la creación en una misma confesión de la grandeza de Dios.

#### A los versículos 3-9
La expresión «voz del Señor», identificada con el fragor del trueno, simboliza la fuerza y el poder divinos. Esta aparece en el salmo en siete ocasiones, número que representa plenitud, subrayando así el dominio total de Dios sobre la creación. Su acción se despliega desde el mar (v. 3), recorre los bosques del Líbano —donde los cedros, imagen de firmeza y altivez, son sacudidos por su fuerza— y alcanza el desierto (v. 8), cubriendo toda la geografía con su potencia. El versículo 9 plantea una dificultad de traducción. Mientras una versión afirma que el Señor «retuerce los robles», en coherencia con la imagen de los árboles derribados del v. 5, otra interpretación propone que «hace parir a las ciervas». Esta última sugerencia amplía el alcance del poder divino al mundo animal, insinuando que incluso los partos se precipitan ante la violencia de la tormenta provocada por su voz.
En cualquier caso, el clímax del salmo se encuentra en la proclamación universal de la gloria del Señor. Tanto los seres celestiales como los habitantes del mundo visible reconocen su grandeza: los «hijos de Dios» lo alaban en las alturas (vv. 1-2), y la tierra entera responde con asombro ante su voz (vv. 5-9). Así, la magnificencia de la tempestad se convierte en motivo de adoración tanto en el cielo como en el Templo, uniendo a toda la creación en una misma aclamación divina.

#### A los versículos 10-11
El Dios de Israel se revela en este salmo como soberano absoluto, muy por encima de las divinidades cananeas como Baal, asociado a la tormenta y la lluvia, a quien se dirigían himnos de estructura similar. A diferencia de esas divinidades naturales, el Señor no solo controla los fenómenos climáticos, sino que domina las aguas primordiales, reina con autoridad eterna (v. 10) y otorga a su pueblo el don de la paz (v. 11), manifestando un poder creador, ordenante y benevolente.
En la tradición judía, este salmo se recita durante la fiesta de Pentecostés como memoria de la voz poderosa del Señor que resonó en el Sinaí al entregar las Tablas de la Ley. En la liturgia cristiana, se proclama en la fiesta del Bautismo de Jesúss, en la que se escucha la voz del Padre desde el cielo. Los Padres de la Iglesia vieron en él una figura de la proclamación del Evangelio tras la venida del Espíritu Santo en Pentecostés, reconociendo en la voz del Señor no solo un estruendo majestuoso, sino también el anuncio de la nueva alianza.

## Usos

### Judaísmo
- Es el sexto párrafo de Kabbalat Shabat.[22]
- Se recita en Sabbat durante Shajarit como cuando se devuelve el Rollo de la Torá al arca[23]
- Se recita en algunas congregaciones antes de Arvit en Motzei Sabbat.[24]
- Se recita en el tercer día de Sucot en algunas tradiciones.[25]
- Se recita en Shavuot en algunas tradiciones.[25]
- El versículo 11 es parte del Talmud Berajot 64a.  Es el verso final de Birkat Hamazon,  se recita durante las oraciones que siguen a Motzei Shabbat Arvit y se recita al abrir el Hakafot en Simjat Torá.[26][27][28][29]

### Catolicismo
Se reza en las Laudes del lunes de la primera semana en la Liturgia de las horas. Para facilitar la comprensión se le asigna a cada salmo un título en rojo (rúbrica) que no forma parte del salmo. El título del Salmo 29 es Manifestación de Dios en la tempestad.